# マンコット
座標: 北緯53度11分27.6秒 西経3度0分39.6秒 / 北緯53.191000度 西経3.011000度
マンコット（英: Mancot）は、ウェールズ北東部の村である。フリントシャー州の南東に位置する。クイーンズフェリーとハワーデンの中間にあたり、クイーンズフェリーからおよそ1.5マイル、ハワーデンからはおよそ1.2マイル、最も近い大都市のチェスターからは5マイルほどの距離である。2001年に行われた国勢調査では、人口は3462人であった。
13世紀後半に記された文献から、地名は「質素な住居（humble dwelling）」を意味すると考えられている。
村には郵便局、村役場、公園、運動場、ボーリンググリーン、図書館、通信所、動物病院、長老派教会、小学校、パブなどの施設がある。
村出身の著名な人物としては、ガリー・スピード（1969年生まれのサッカー選手）、ケヴィン・ラトクリフ（1960年生まれのサッカー選手）が挙げられる。